# Landschaftsschutzgebiet Umflutehle-Külzauer Forst

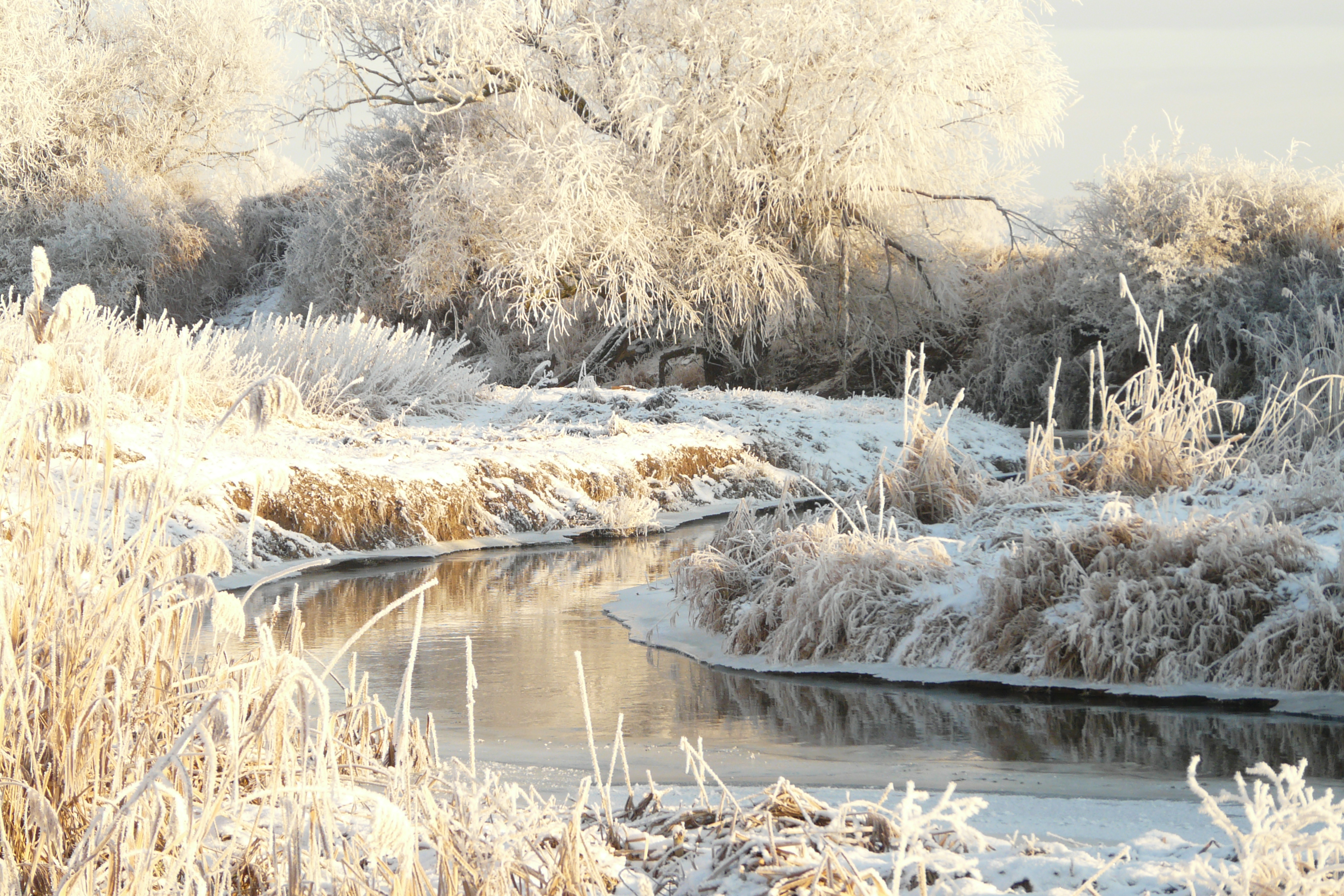
Die Ehle bei Gerwisch im Winter

Das Landschaftsschutzgebiet Umflutehle-Külzauer Forst ist ein Naturraum im deutschen Bundesland Sachsen-Anhalt.

## Geschichte
Geschaffen wurde es hauptsächlich im Jahr 2000 durch den Landkreis Jerichower Land, weitere Gebiete im Bereich Magdeburg durch einen Beschluss des Bezirkstages Magdeburg im Jahre 1975, welches wiederum auf einem alten LSG aus dem Jahre 1938 fußt.

## Lage
Es hat eine Größe von 4.017 Hektar und umfasst Gebiete im Landkreis Jerichower Land sowie der kreisfreien Stadt Magdeburg. Es erstreckt sich südwestlich der Stadt Burg zwischen Elbe-Havel-Kanal und Bahnstrecke Burg–Magdeburg (als Teil der Bahnstrecke Berlin–Magdeburg) und im Westen ist der Bereich des alten Elbarms südlich bis etwa Gübs Bestandteil. Die Ortschaften Lostau, Möser, Gerwisch und Biederitz sind dabei jedoch ausgegliedert. Die Elbe und die Ufer zu beiden Seiten gehören zum EU-Vogelschutzgebiet Elbaue Jerichow, welches etwa oberhalb von Hohenwarthe beginnt und sich bis hinter Werben erstreckt und selbst eine Fläche von über 13.000 ha besitzt.
Das LSG ist eine heterogene Landschaft die zu großen Teilen Anthropogen geprägt ist, durch die Eindeichung des Elbe-Umflutkanals sowie der, im Zuge von Sandabbau im westlichen sowie im nördlichen Bereich zwischen Waldschänke und Schleuse Niegripp entstandenen, künstlichen Gewässern. Dieser Bereich ist Teil der Elbniederung und gehört zum Naturschutzgebiet Taufwiesenberge. Im nordöstlichen Gebiet stehen hauptsächlich Kiefern-Bestände, dort befindet sich auch die Quickborn-Quelle die von einem Auen-Laubwald umgeben ist. Im Gebiet zwischen Möser, Gerwisch und Lostau entstanden ab 1892 sogenannte Rieselfelder, auf denen die Abwässer der Stadt Magdeburg zur Klärung eingeleitet, und zum Anbau von Gemüse genutzt wurden. Im westlichen Teil durchquert der Elberadweg (D10) das Landschaftsschutzgebiet.

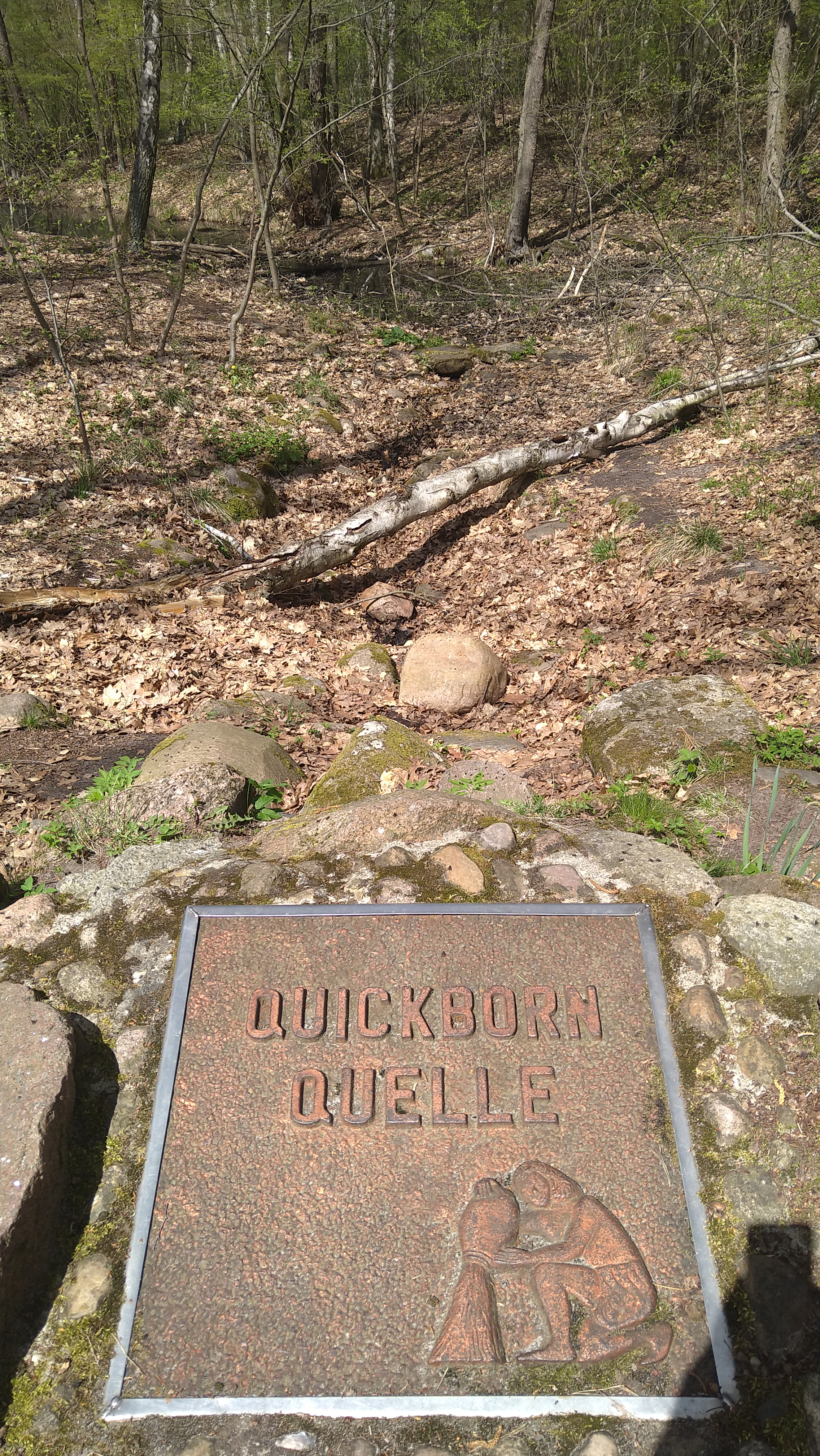
Quickbornquelle

## Flora
Erwähnenswerte Pflanzen sind an den Nordhängen des Naturschutzgebietes Weinberg südwestlich von Hohenwarthe beispielsweise Liegender Ehrenpreis (Veronica prostrata), Ohrlöffel-Leimkraut (Silene otites) und Felsennelken (Petrorhagia). Im Wasserbereich finden sich unter anderem Aufrechte Waldrebe (Clematis recta), Langblättriger Ehrenpreis (Veronica longifolia) und Teichrosen (Nuphar).

## Fauna
Mauswiesel, Wasserspitzmaus, Rohrweihe oder auch Drosselrohrsänger sind nur einige der hier vorzufinden Arten. Es gibt große Kormoran-Kolonien die an den markanten weißen Wipfeln großer Bäume zu erkennen sind. Eine besonders große Menge unterschiedlicher Wasservögel lebt hier oder zieht bei Wanderungen durch.